# Mariangela Virgili
Mariangela Virgili (Ronciglione, 8 settembre 1661 – Ronciglione, 10 novembre 1734) è stata una religiosa italiana, Terziaria Carmelitana sulla cui persona è in corso un processo di beatificazione. La leggenda vuole che abbia compiuto dei miracoli.

## Biografia
Nacque a Ronciglione (Viterbo) l'8 settembre 1661.
La vocazione di consacrarsi a Dio fu aiutata dall'ambiente familiare in cui crebbe. Desiderò diventare una carmelitana, ma a causa della povertà familiare non fu ammessa.
Per questo le fu detto: "Avrai per cella un angolo della tua casa e per monastero tutta Ronciglione", indicando una spiritualità vissuta in casa. La sua camera fu arredata di sole quattro tavole sulle quali dormire, e tutto il resto della casa fu rivolto all'accoglienza di vedove, orfane e donne fuggite dalla vita corrotta.
Questo suo grande lavoro attirò le mire di diverse persone che si erano adirate contro di lei, che attentarono alla sua vita non poche volte.
Vestì l'abito di Terziaria carmelitana dell'Antica Osservanza all'età di trentotto anni. Contribuì con Rosa Venerini all'apertura di una casa per l'educazioni di giovani ragazze delle Maestre Pie. Per i giovani ragazzi fondò invece il "Collegio" dei Padri Dottrinari del beato Cesare De Bus.
Morì nel suo paese natale il 10 novembre 1734.
L'11 febbraio 1778 fu introdotta la causa per la sua beatificazione fino al 1796.